# Naděžda Mountbattenová, markýza z Milford Havenu
Naděžda Mountbattenová, markýza z Milford Havenu (rozená hraběnka Naděžda Michajlovna de Torby, do roku 1917 princezna z Battenbergu; 28. března 1896 Cannes – 22. ledna 1963 Cannes) byla dcerou ruského velkoknížete Michaila Michajloviče a jeho morganatické manželky Sofie z Merenbergu. Sňatkem se stala britskou občankou a aristokratkou a blízkou příbuznou britské královské rodiny.

## Život
Hraběnka Naděžda de Torby se narodila jako druhá dcera velkoknížete Michaila Michajloviče Ruského a jeho morganatické manželky Sofie z Merenbergu. Měla starší sestru Anastázii a mladšího bratra Michala.

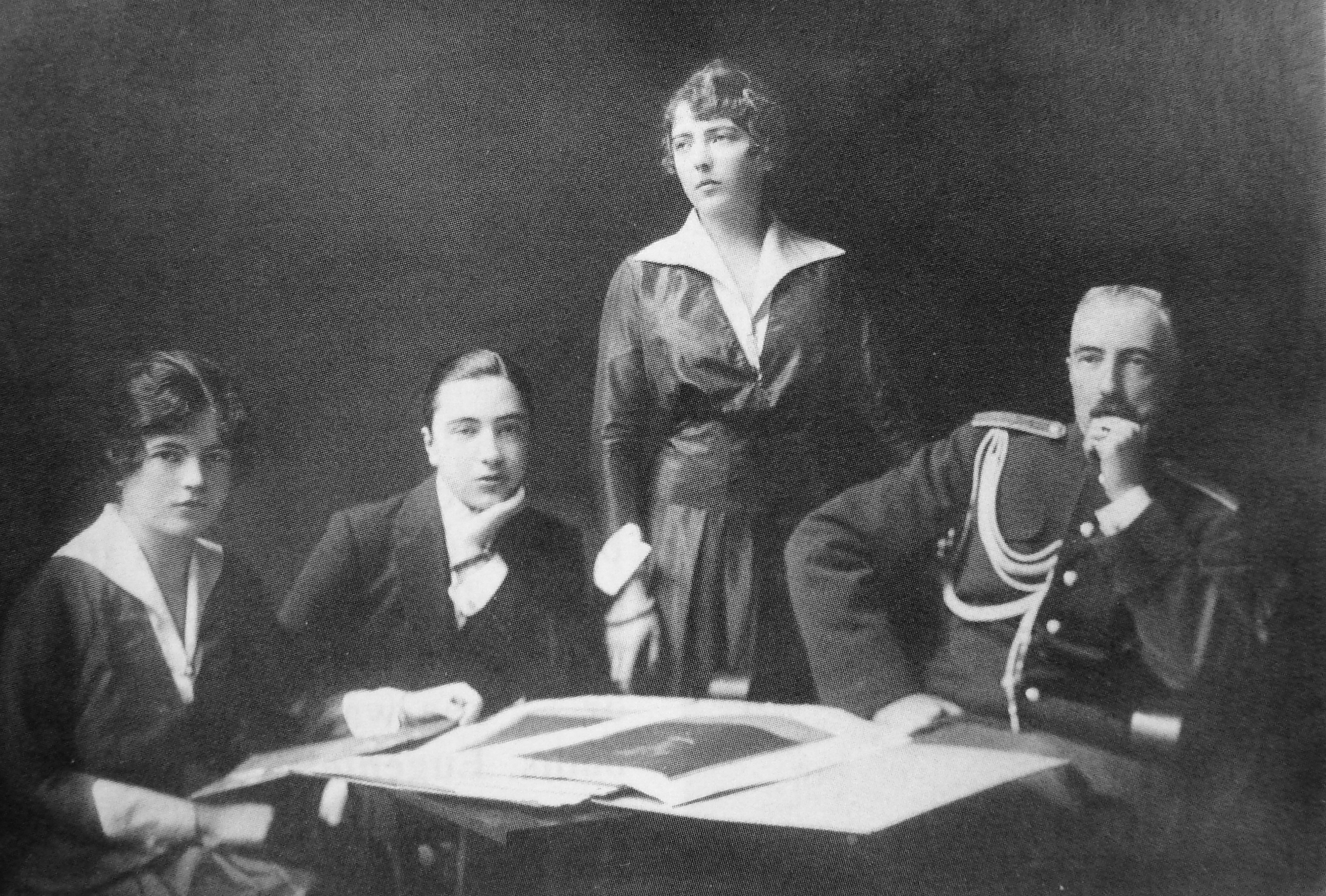
Zleva doprava: Naďa Michajlovna, Michal Michajlovič, Anastázie Michajlovna a jejich otec Michail Michajlovič Ruský

Jejími prarodiči z otcovy strany byli Michail Nikolajevič Ruský a Cecilie Bádenská. Michail byl sedmým a posledním dítětem ruského cara Mikuláše I. a Šarloty Pruské. Matka Naděždy byla nejstarší dcerou prince Mikuláše Viléma Nasavského a jeho morganatické manželky Natálie Alexandrovny, dcery Alexandra Sergejeviče Puškina, který byl pravnukem afrického chráněnce Petra Velikého, Abrama Petroviče Hannibala.
Dvacetiletá Naděžda, přezdívaná "Nada", se 15. listopadu 1916 v Londýně provdala za o čtyři roky staršího George z Battenbergu (1892–1938), pozdějšího 2. markýze z Milford Havenu. Manželé spolu měli dvě děti:
- 1. Lady Tatiana Elizabeth Mountbattenová (16. 12. 1917 Edinburgh – 15. 5. 1988 Northampton), svobodná a bezdětná[1]
- 2. David Mountbatten, 3. markýz z Milford Havenu (12. 5. 1919 Edinburgh – 14. 4. 1970 Londýn), I. manž. 1950 Romaine Dahlgren Pierce (17. 7. 1923 Asheville – 15. 2. 1975 New York), rozvedli se roku 1954, II. manž. 1960 Janet Mercedes Bryce (* 29. 9. 1937 Hamilton)[2][3][4]

Během soudního procesu s Glorií Vanderbiltovou v roce 1934 nabídla bývalá služebná Glorie Morgan Vanderbiltové svědectví ohledně možného lesbického vztahu mezi lady Milford Havenovou a své bývalé zaměstnavatelky. U soudu se jako svědek objevila i lady Milford Havenová. Před odjezdem do Spojených států Lady Milford Havenová veřejně odsoudila svědectví služebné jako „soubor zlomyslných, hrozných lží“. V červnu 2022 její vnuk lord Ivar Mounbatten uvedl v rozhovoru pro The Tatler, že byla lesba.
Nada a její švagrová Edwina Mountbattenová (manželka lorda Mountbattena) byli velmi blízké přítelkyně a často spolu podnikaly poněkud odvážná dobrodružství, cestovaly drsně v obtížných a často nebezpečných částech světa.
Lady Milford Havenová zemřela 22. ledna 1963 ve věku 66 let v Cannes ve Francii.